# Premier League Darts 2021
Die Unibet Premier League Darts 2021 war ein Einladungsturnier, das von der Professional Darts Corporation (PDC) veranstaltet wurde. Es war die 17. Ausgabe dieses Turniers. Das bei der Premier League erspielte Preisgeld floss nicht in die PDC Order of Merit ein, da es sich um ein Einladungsturnier handelte. Insgesamt fanden inklusive der Play-offs 17 Spieltage statt.
Ursprünglich hätte die Premier League in der Motorpoint Arena in Cardiff beginnen sollen. Am 22. Februar 2021 verkündete die PDC jedoch, dass die ersten neun Spieltage inklusive der Judgement Night ohne Zuschauer in der Marshall Arena in Milton Keynes ausgetragen werden sollen. Am 30. April 2021 teilte die PDC mit, dass aufgrund der vorschreitenden Lockerungen der Schutzbestimmungen während der COVID-19-Pandemie im Vereinigten Königreich an den letzten Spieltagen 13–16 sowie den Play-offs (24. bis 28. Mai) bis zu 1000 Zuschauer in der Marshall Arena anwesend sein können. Es war damit das erste große Dartsturnier mit Zuschauern seit der European Darts Championship 2020.
Die beiden Halbfinals sowie das Finale der diesjährigen Austragung – die sogenannten Play-offs – waren eigentlich erstmals in der Turnierhistorie außerhalb des Vereinigten Königreiches angesetzt. Sie sollten in der Mercedes-Benz Arena in Berlin ausgetragen werden. Am 22. März 2021 verkündete die PDC jedoch, dass auch der zweite Teil des Turniers in Milton Keynes ausgetragen werden soll. Damit wurde zum ersten Mal überhaupt die Premier League Darts an nur einem Ort ausgetragen.
Den Sieg sicherte sich der Waliser Jonny Clayton, welcher im Finale José de Sousa mit 11:5 Legs besiegte. Er war damit der vierte Debütant nach Gary Anderson 2011, Michael van Gerwen 2013 und Glen Durrant 2020, der die Premier League auf Anhieb gewinnen konnte. Außerdem war er der erste Waliser, der die Premier League für sich entscheiden konnte.

## Qualifikation
Wie im Vorjahr qualifizierten sich die ersten vier Spieler der PDC Order of Merit (Stichtag: 3. Januar 2021, nach dem Finale der PDC World Darts Championship 2021) für die Premier League. Dies waren Weltmeister Gerwyn Price, Michael van Gerwen, Peter Wright und Rob Cross. Zudem erhielten sechs weitere Spieler durch die PDC sowie Sky Sports eine Wildcard. Fünf davon wurden noch am gleichen Abend bekannt gegeben: Nathan Aspinall (damals Platz 5), Vizeweltmeister Gary Anderson (8), Dimitri Van den Bergh (10), Titelverteidiger Glen Durrant (13) und José de Sousa (15). Der letzte Platz wurde an den Sieger des Masters-Turniers 2021 vergeben. Dabei konnte sich Jonny Clayton (Platz 18) durchsetzen. Gerwyn Price musste schließlich wegen eines positiven Coronatests auf die Teilnahme verzichten. Für ihn wurde James Wade nachnominiert, der kurz zuvor durch den Gewinn der UK Open 2021 von Platz 7 auf Platz 4 vorgerückt war.
Wie die PDC am 2. Januar 2021 bekannt gab, verzichtete man in diesem Jahr auf das „Challenger“-System (von 2019 und 2020) und kehrte wieder zum ursprünglichen Modus zurück. Somit wurden nach neun Spieltagen die zwei letztplatzierten Spieler aus dem Turnier eliminiert.
| Teilnehmer            | Gesamtteilnahmen in der Premier League | Teilnahmen in Folge | Rang in der Order of Merit | Beste Platzierung                   | Qualifiziert durch |
| --------------------- | -------------------------------------- | ------------------- | -------------------------- | ----------------------------------- | ------------------ |
| Gerwyn Price 1        | 4                                      | 4                   | 1                          | 5. Platz (2019)                     | PDC Order of Merit |
| Michael van Gerwen    | 9                                      | 9                   | 2                          | Sieg (2013, 2016, 2017, 2018, 2019) | PDC Order of Merit |
| Peter Wright          | 8                                      | 8                   | 3                          | 2. Platz (2017)                     | PDC Order of Merit |
| James Wade 1          | 11                                     | 1                   | 4                          | Sieg (2009)                         | Wildcard           |
| Rob Cross             | 4                                      | 4                   | 5                          | 2. Platz (2019)                     | PDC Order of Merit |
| Gary Anderson         | 10                                     | 2                   | 6                          | Sieg (2011, 2015)                   | Wildcard           |
| Dimitri Van den Bergh | 1                                      | 1                   | 9                          | Debüt                               | Wildcard           |
| Nathan Aspinall       | 2                                      | 2                   | 10                         | 2. Platz (2020)                     | Wildcard           |
| Glen Durrant          | 2                                      | 2                   | 12                         | Sieg (2020)                         | Wildcard           |
| José de Sousa         | 1                                      | 1                   | 15                         | Debüt                               | Wildcard           |
| Jonny Clayton         | 1                                      | 1                   | 18                         | Debüt                               | Wildcard           |

## Austragungsorte

### Ursprüngliche Planung
| Datum            | Runde                  | Ort                                     |
| ---------------- | ---------------------- | --------------------------------------- |
| 4. Februar 2021  | Vorrunde – 1. Spieltag | Motorpoint Arena Cardiff, Cardiff       |
| 11. Februar 2021 | Vorrunde – 2. Spieltag | 3Arena, Dublin                          |
| 18. Februar 2021 | Vorrunde – 3. Spieltag | Utilita Arena, Newcastle                |
| 25. Februar 2021 | Vorrunde – 4. Spieltag | Rotterdam Ahoy, Rotterdam               |
| 4. März 2021     | Vorrunde – 5. Spieltag | Westpoint Arena, Exeter                 |
| 11. März 2021    | Vorrunde – 6. Spieltag | SSE Arena, Belfast                      |
| 18. März 2021    | Vorrunde – 7. Spieltag | Motorpoint Arena Nottingham, Nottingham |
| 25. März 2021    | Vorrunde – 8. Spieltag | AO Arena, Manchester                    |
| 1. April 2021    | Vorrunde – 9. Spieltag | Brighton Centre, Brighton               |
| 8. April 2021    | Endrunde – 1. Spieltag | M&S Bank Arena, Liverpool               |
| 15. April 2021   | Endrunde – 2. Spieltag | FlyDSA Arena, Sheffield                 |
| 22. April 2021   | Endrunde – 3. Spieltag | P&J Live, Aberdeen                      |
| 29. April 2021   | Endrunde – 4. Spieltag | Utilita Arena, Birmingham               |
| 6. Mai 2021      | Endrunde – 5. Spieltag | The SSE Hydro, Glasgow                  |
| 13. Mai 2021     | Endrunde – 6. Spieltag | First Direct Arena, Leeds               |
| 20. Mai 2021     | Endrunde – 7. Spieltag | The O2 Arena, London                    |
| 27. Mai 2021     | Play-offs              | Mercedes-Benz Arena, Berlin             |

Bereits am 3. Januar 2021 teilte die PDC mit, dass wegen der fortlaufenden Einschränkungen der COVID-19-Pandemie eine Verschiebung des Turnierstarts auf Ostern geplant ist. Am 22. Februar 2021 verwarf die PDC dann offiziell diesen Terminplan.

### Geänderte Planung
| Datum          | Runde                  | Ort                           |
| -------------- | ---------------------- | ----------------------------- |
| 5. April 2021  | Vorrunde – 1. Spieltag | Marshall Arena, Milton Keynes |
| 6. April 2021  | Vorrunde – 2. Spieltag | Marshall Arena, Milton Keynes |
| 7. April 2021  | Vorrunde – 3. Spieltag | Marshall Arena, Milton Keynes |
| 8. April 2021  | Vorrunde – 4. Spieltag | Marshall Arena, Milton Keynes |
| 9. April 2021  | Vorrunde – 5. Spieltag | Marshall Arena, Milton Keynes |
| 19. April 2021 | Vorrunde – 6. Spieltag | Marshall Arena, Milton Keynes |
| 20. April 2021 | Vorrunde – 7. Spieltag | Marshall Arena, Milton Keynes |
| 21. April 2021 | Vorrunde – 8. Spieltag | Marshall Arena, Milton Keynes |
| 22. April 2021 | Vorrunde – 9. Spieltag | Marshall Arena, Milton Keynes |
| 5. Mai 2021    | Endrunde – 1. Spieltag | Marshall Arena, Milton Keynes |
| 6. Mai 2021    | Endrunde – 2. Spieltag | Marshall Arena, Milton Keynes |
| 7. Mai 2021    | Endrunde – 3. Spieltag | Marshall Arena, Milton Keynes |
| 24. Mai 2021   | Endrunde – 4. Spieltag | Marshall Arena, Milton Keynes |
| 25. Mai 2021   | Endrunde – 5. Spieltag | Marshall Arena, Milton Keynes |
| 26. Mai 2021   | Endrunde – 6. Spieltag | Marshall Arena, Milton Keynes |
| 27. Mai 2021   | Endrunde – 7. Spieltag | Marshall Arena, Milton Keynes |
| 28. Mai 2021   | Play-offs              | Marshall Arena, Milton Keynes |

## Vorrunde

### Spiele
Der Spielplan wurde von der PDC am 11. März 2021 bekannt gegeben.
| 1. Spieltag – 5. April 2021 |   |                             |       |
| Nathan Aspinall 97,62       | – | Glen Durrant 87,99          | 7 : 3 |
| Rob Cross 96,53             | – | José de Sousa 91,66         | 6 : 6 |
| Peter Wright 101,20         | – | Jonny Clayton 105,56        | 6 : 6 |
| James Wade 98,14            | – | Gary Anderson 98,13         | 6 : 6 |
| Michael van Gerwen 99,57    | – | Dimitri Van den Bergh 99,52 | 6 : 6 |

| 2. Spieltag – 6. April 2021  |   |                       |       |
| Gary Anderson 99,75          | – | José de Sousa 97,08   | 7 : 5 |
| Jonny Clayton 98,61          | – | Glen Durrant 88,81    | 7 : 3 |
| Dimitri Van den Bergh 103,70 | – | Nathan Aspinall 98,32 | 7 : 5 |
| Michael van Gerwen 92,16     | – | Peter Wright 88,41    | 7 : 2 |
| James Wade 88,78             | – | Rob Cross 94,34       | 3 : 7 |

| 3. Spieltag – 7. April 2021 |   |                             |       |
| Rob Cross 97,87             | – | Michael van Gerwen 107,58   | 3 : 7 |
| Glen Durrant 84,42          | – | Dimitri Van den Bergh 93,94 | 0 : 7 |
| Peter Wright 99,41          | – | Gary Anderson 98,85         | 7 : 4 |
| Nathan Aspinall 96,50       | – | James Wade 92,50            | 7 : 4 |
| José de Sousa 108,48        | – | Jonny Clayton 105,26        | 3 : 7 |

| 4. Spieltag – 8. April 2021  |   |                          |       |
| Dimitri Van den Bergh 101,02 | – | Peter Wright 97,46       | 6 : 6 |
| Jonny Clayton 95,98          | – | Rob Cross 97,01          | 3 : 7 |
| José de Sousa 100,95         | – | Nathan Aspinall 95,82    | 6 : 6 |
| James Wade 95,79             | – | Michael van Gerwen 90,91 | 7 : 3 |
| Gary Anderson 97,56          | – | Glen Durrant 87,90       | 7 : 2 |

| 5. Spieltag – 9. April 2021 |   |                        |       |
| Gary Anderson 95,54         | – | Jonny Clayton 99,11    | 4 : 7 |
| Peter Wright 100,94         | – | Rob Cross 95,43        | 7 : 5 |
| Michael van Gerwen 99,71    | – | Nathan Aspinall 105,38 | 6 : 6 |
| James Wade 90,83            | – | Glen Durrant 87,69     | 7 : 3 |
| Dimitri Van den Bergh 98,48 | – | José de Sousa 104,30   | 3 : 7 |

| 6. Spieltag – 19. April 2021 |   |                              |       |
| Rob Cross 100,54             | – | Gary Anderson 94,82          | 5 : 7 |
| José de Sousa 101,91         | – | James Wade 104,01            | 7 : 5 |
| Jonny Clayton 101,12         | – | Dimitri Van den Bergh 102,32 | 3 : 7 |
| Glen Durrant 84,94           | – | Michael van Gerwen 87,63     | 3 : 7 |
| Nathan Aspinall 105,20       | – | Peter Wright 98,27           | 7 : 3 |

| 7. Spieltag – 20. April 2021 |   |                              |       |
| Glen Durrant 89,32           | – | José de Sousa 96,09          | 4 : 7 |
| Rob Cross 99,95              | – | Dimitri Van den Bergh 101,17 | 4 : 7 |
| Nathan Aspinall 95,44        | – | Jonny Clayton 99,50          | 6 : 6 |
| Peter Wright 98,36           | – | James Wade 105,76            | 4 : 7 |
| Michael van Gerwen 98,25     | – | Gary Anderson 97,37          | 6 : 6 |

| 8. Spieltag – 21. April 2021 |   |                             |       |
| Rob Cross 91,12              | – | Nathan Aspinall 94,96       | 5 : 7 |
| Gary Anderson 91,16          | – | Dimitri Van den Bergh 87,28 | 5 : 7 |
| Michael van Gerwen 104,72    | – | José de Sousa 98,69         | 7 : 4 |
| James Wade 105,29            | – | Jonny Clayton 103,23        | 7 : 2 |
| Peter Wright 94,75           | – | Glen Durrant 79,54          | 7 : 1 |

| 9. Spieltag – 22. April 2021 |   |                          |       |
| Glen Durrant 85,19           | – | Rob Cross 91,36          | 5 : 7 |
| Jonny Clayton 100,25         | – | Michael van Gerwen 91,01 | 7 : 3 |
| Nathan Aspinall 102,45       | – | Gary Anderson 88,35      | 7 : 2 |
| José de Sousa 101,23         | – | Peter Wright 97,08       | 6 : 6 |
| Dimitri Van den Bergh 97,96  | – | James Wade 102,93        | 6 : 6 |

### Tabelle
Anmerkung: Nach neun Spieltagen scheiden Platz 9 sowie Platz 10 aus dem Turnier aus.
| Pl. | Spieler               | Sp. | S | U | N | Legs  | Diff. | Avg.   | Punkte |
| --- | --------------------- | --- | - | - | - | ----- | ----- | ------ | ------ |
| 1.  | Nathan Aspinall       | 9   | 5 | 3 | 1 | 58:42 | +16   | 97,04  | 13     |
| 2.  | Dimitri Van den Bergh | 9   | 5 | 3 | 1 | 56:42 | +14   | 99,52  | 13     |
| 3.  | Michael van Gerwen    | 9   | 4 | 3 | 2 | 52:44 | +8    | 97,64  | 11     |
| 4.  | James Wade            | 9   | 4 | 2 | 3 | 52:45 | +7    | 97,41  | 10     |
| 5.  | Jonny Clayton         | 9   | 4 | 2 | 3 | 48:46 | +2    | 101,08 | 10     |
| 6.  | José de Sousa         | 9   | 3 | 3 | 3 | 51:51 | 0     | 96,60  | 9      |
| 7.  | Peter Wright          | 9   | 3 | 3 | 3 | 48:49 | −1    | 99,83  | 9      |
| 8.  | Gary Anderson         | 9   | 3 | 2 | 4 | 48:52 | −5    | 98,13  | 8      |
| 9.  | Rob Cross             | 9   | 3 | 1 | 5 | 49:52 | −3    | 93,75  | 7      |
| 10. | Glen Durrant          | 9   | 0 | 0 | 9 | 24:63 | −39   | 87,84  | 0      |

Am vierten Spieltag stellte José de Sousa mit elf 180er den seit 10 Jahren bestehenden Rekord der meisten 180er in einem Spiel in der Premier League Darts ein, welcher von Gary Anderson im Spiel gegen Simon Whitlock im Jahr 2011 aufgestellt wurde. De Sousa spielte in dieser Premier League insgesamt 96 180er und stellte damit ebenfalls einen neuen Rekord auf.
| In der Vorrunde ausgeschieden | In der Vorrunde ausgeschieden |
| ----------------------------- | ----------------------------- |
|                               |                               |
| Rob Cross (2025)              | Glen Durrant (2019)           |

## Endrunde

### Spiele
| 10. Spieltag – 5. Mai 2021   |   |                           |       |
| Jonny Clayton 105,33         | – | James Wade 92,67          | 8 : 5 |
| José de Sousa 99,28          | – | Gary Anderson 93,62       | 8 : 3 |
| Dimitri Van den Bergh 106,78 | – | Michael van Gerwen 109,96 | 3 : 8 |
| Peter Wright 88,52           | – | Nathan Aspinall 93,81     | 5 : 8 |

| 11. Spieltag – 6. Mai 2021 |   |                              |       |
| Nathan Aspinall 103,33     | – | Dimitri Van den Bergh 102,89 | 6 : 8 |
| James Wade 97,40           | – | José de Sousa 97,56          | 7 : 7 |
| Gary Anderson 104,63       | – | Peter Wright 92,70           | 8 : 3 |
| Michael van Gerwen 95,83   | – | Jonny Clayton 93,68          | 8 : 5 |

| 12. Spieltag – 7. Mai 2021   |   |                       |       |
| Peter Wright 84,30           | – | José de Sousa 102,90  | 1 : 8 |
| Michael van Gerwen 107,44    | – | James Wade 110,28     | 8 : 3 |
| Jonny Clayton 92,88          | – | Nathan Aspinall 91,64 | 8 : 6 |
| Dimitri Van den Bergh 104,40 | – | Gary Anderson 107,85  | 4 : 8 |

| 13. Spieltag – 24. Mai 2021 |   |                             |       |
| Jonny Clayton 101,24        | – | Gary Anderson 104,48        | 8 : 1 |
| José de Sousa 100,19        | – | Dimitri Van den Bergh 95,08 | 8 : 6 |
| Nathan Aspinall 96,90       | – | Michael van Gerwen 96,74    | 8 : 3 |
| James Wade 96,29            | – | Peter Wright 98,68          | 4 : 8 |

| 14. Spieltag – 25. Mai 2021 |   |                              |       |
| James Wade 101,85           | – | Nathan Aspinall 97,89        | 7 : 7 |
| Jonny Clayton 91,80         | – | José de Sousa 96,90          | 5 : 8 |
| Gary Anderson 95,08         | – | Michael van Gerwen 98,02     | 4 : 8 |
| Peter Wright 102,82         | – | Dimitri Van den Bergh 106,97 | 8 : 5 |

| 15. Spieltag – 26. Mai 2021 |   |                              |       |
| Jonny Clayton 95,29         | – | Peter Wright 98,09           | 5 : 8 |
| James Wade 100,20           | – | Dimitri Van den Bergh 101,08 | 7 : 7 |
| Gary Anderson 97,65         | – | Nathan Aspinall 94,35        | 7 : 7 |
| José de Sousa 100,80        | – | Michael van Gerwen 98,62     | 6 : 8 |

| 16. Spieltag – 27. Mai 2021  |   |                           |       |
| Gary Anderson 100,52         | – | James Wade 99,51          | 6 : 8 |
| Nathan Aspinall 92,03        | – | José de Sousa 103,25      | 3 : 8 |
| Peter Wright 94,79           | – | Michael van Gerwen 100,20 | 6 : 8 |
| Dimitri Van den Bergh 100,55 | – | Jonny Clayton 103,92      | 6 : 8 |

### Tabelle
Anmerkung: Die verbleibenden acht Spieler spielten nochmals gegeneinander. Die ersten vier Plätze qualifizierten sich für die Play-offs.
| Pl. | Spieler               | Sp. | S  | U | N | Legs   | Diff. | Avg.   | Punkte |
| --- | --------------------- | --- | -- | - | - | ------ | ----- | ------ | ------ |
| 1.  | Michael van Gerwen    | 16  | 10 | 3 | 3 | 103:79 | +24   | 98,68  | 23     |
| 2.  | José de Sousa         | 16  | 8  | 4 | 4 | 104:84 | +20   | 100,08 | 20     |
| 3.  | Nathan Aspinall       | 16  | 7  | 5 | 4 | 103:88 | +15   | 97,58  | 19     |
| 4.  | Jonny Clayton         | 16  | 8  | 2 | 6 | 95:88  | +7    | 99,64  | 18     |
| 5.  | Dimitri Van den Bergh | 16  | 6  | 4 | 6 | 95:95  | 0     | 100,20 | 16     |
| 6.  | James Wade            | 16  | 5  | 5 | 6 | 93:96  | −3    | 98,89  | 15     |
| 7.  | Peter Wright          | 16  | 6  | 3 | 7 | 87:95  | −8    | 96,03  | 15     |
| 8.  | Gary Anderson         | 16  | 5  | 3 | 8 | 85:98  | −13   | 97,84  | 13     |

| Vor den Play-offs ausgeschieden | Vor den Play-offs ausgeschieden | Vor den Play-offs ausgeschieden | Vor den Play-offs ausgeschieden |
| ------------------------------- | ------------------------------- | ------------------------------- | ------------------------------- |
|                                 |                                 |                                 |                                 |
| Dimitri Van den Bergh           | James Wade (2022)               | Peter Wright (2022)             | Gary Anderson (2016)            |

## Play-offs
|  | Halbfinale best of 19 legs | Halbfinale best of 19 legs | Halbfinale best of 19 legs |  |  | Finale best of 21 legs | Finale best of 21 legs | Finale best of 21 legs |
|  |                            |                            |                            |  |  |                        |                        |                        |
|  |                            |                            |                            |  |  |                        |                        |                        |
|  |                            | Michael van Gerwen 101,97  | 8                          |  |  |                        |                        |                        |
|  |                            | Jonny Clayton 103,25       | 10                         |  |  |                        |                        |                        |
|  |                            |                            |                            |  |  | 4                      | Jonny Clayton 100,18   | 11                     |
|  |                            |                            |                            |  |  | 2                      | José de Sousa 100,53   | 5                      |
|  | 2                          | José de Sousa 98,29        | 10                         |  |  |                        |                        |                        |
|  | 3                          | Nathan Aspinall 95,93      | 9                          |  |  |                        |                        |                        |
|  |                            |                            |                            |  |  |                        |                        |                        |

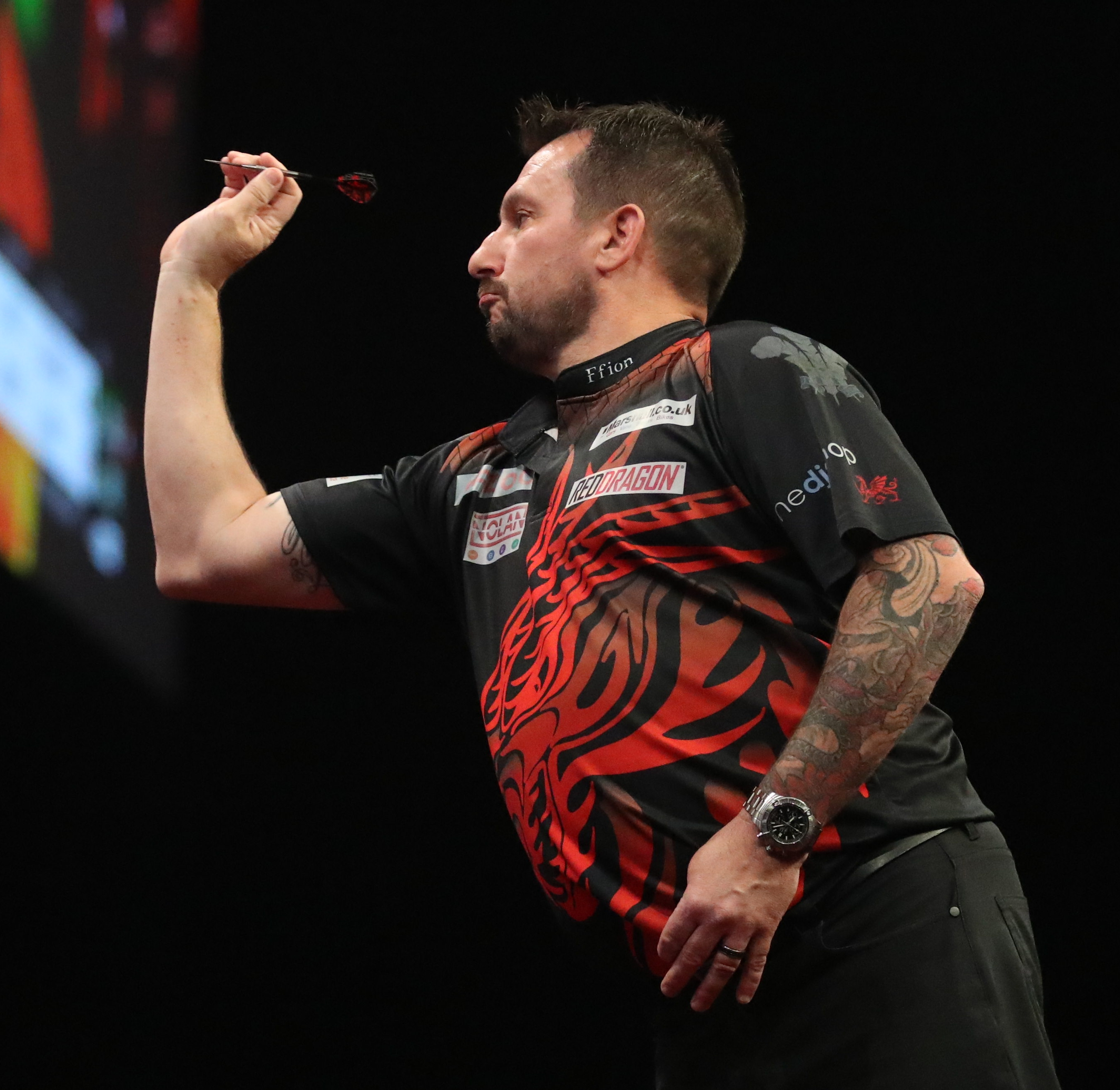
Jonny Clayton (2022)

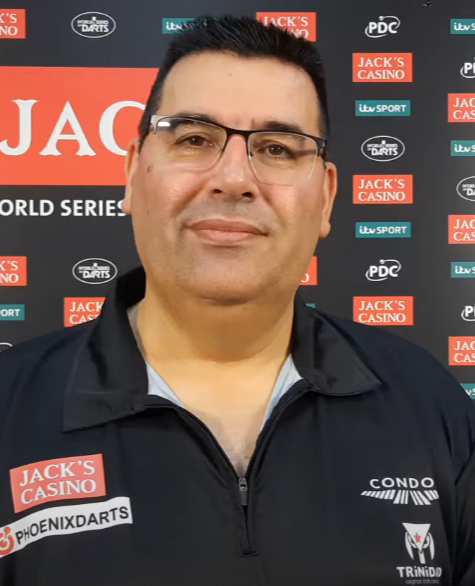
José de Sousa

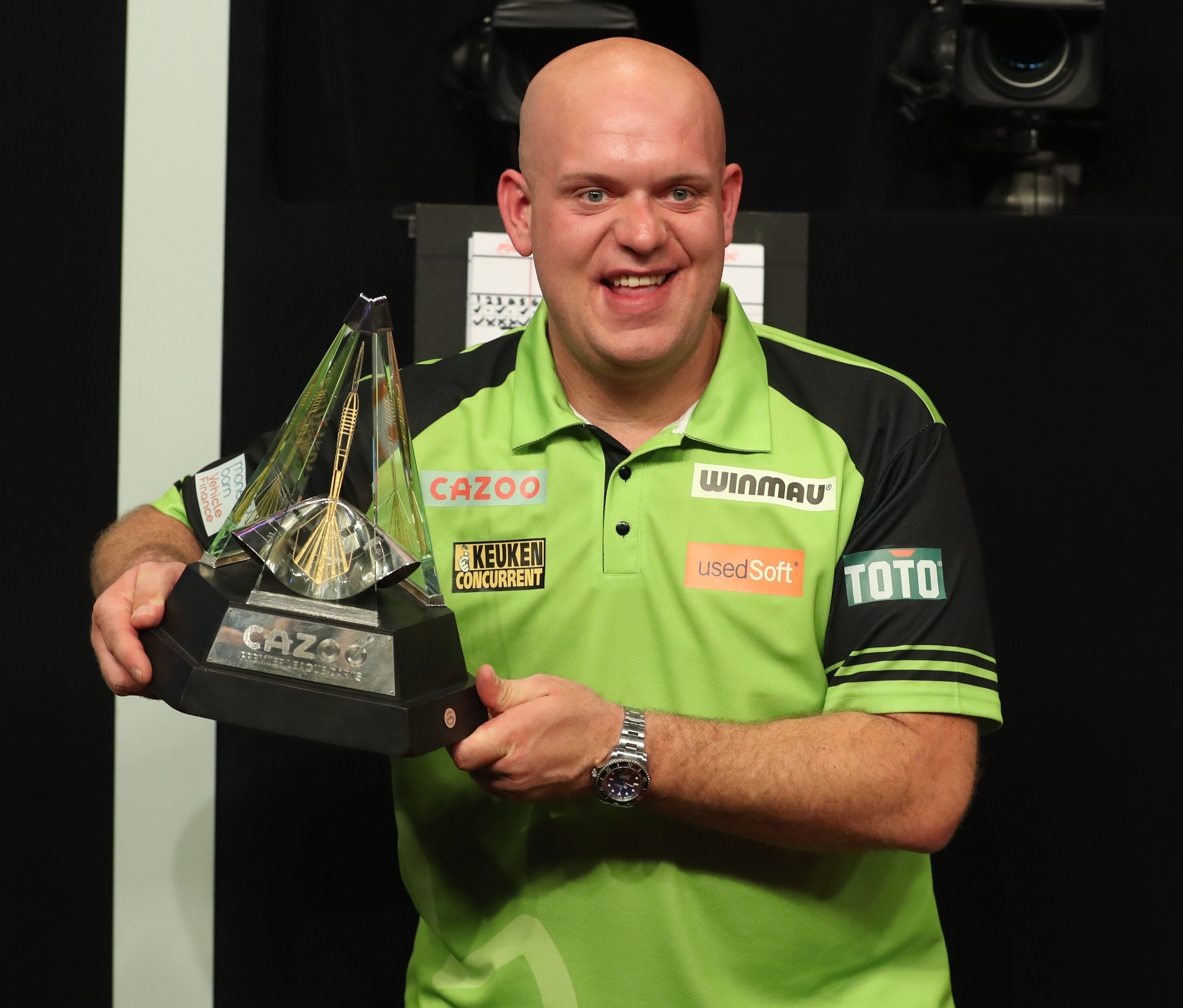
Michael van Gerwen (2022)

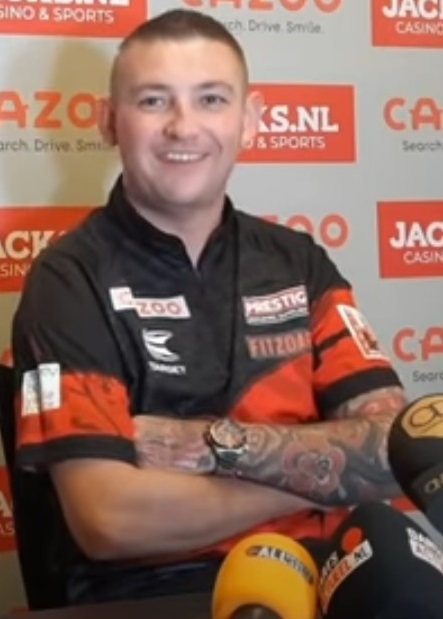
Nathan Aspinall (2023)

Erstmals standen mit Clayton und de Sousa zwei Spieler im Finale der Premier League, die sich zum Zeitpunkt des Finales nicht unter den Top 10 der PDC Order of Merit befanden.

## Preisgeld
Bei der Premier League wurden insgesamt £ 855.000 an Preisgeldern ausgeschüttet. Das Preisgeld verteilte sich unter den Teilnehmern wie folgt:
| Position (Anzahl der Spieler)         | Position (Anzahl der Spieler) | Preisgeld |
| ------------------------------------- | ----------------------------- | --------- |
| Gewinner                              | (1)                           | £ 250.000 |
| Finalist                              | (1)                           | £ 120.000 |
| Halbfinalisten                        | (2)                           | £ 80.000  |
| 5. Platz                              | (1)                           | £ 70.000  |
| 6. Platz                              | (1)                           | £ 60.000  |
| 7. Platz                              | (1)                           | £ 55.000  |
| 8. Platz                              | (1)                           | £ 50.000  |
| 9. Platz                              | (1)                           | £ 35.000  |
| 10. Platz                             | (1)                           | £ 30.000  |
| Erstplatzierter nach dem 16. Spieltag | (1)                           | £ 25.000  |

Da es sich bei der Premier League um ein Einladungsturnier handelte, floss das Preisgeld nicht in die Weltrangliste, die PDC Order of Merit, ein.

## Trivia
- Den höchsten Average in einem Match der Saison erzielte James Wade am 12. Spieltag mit 110,28 Punkten, wobei er das Spiel gegen Michael van Gerwen verlor. Dies bedeutete den zweithöchsten Loosing-Average in der Geschichte der Premier League (Stand: 29. April 2022).[11]
- José de Sousa stellte am vierten Spieltag am 8. April 2021 beim 6:6 gegen Nathan Aspinall mit elf 180er den seit 10 Jahre bestehenden Rekord der meisten 180er in einem Spiel in der Premier League Darts ein, welcher von Gary Anderson im Spiel gegen Simon Whitlock im Jahr 2011 aufgestellt wurde.
- José de Sousa spielte in dieser Premier League insgesamt 96 180er und stellte damit einen neuen Rekord auf.
- Wie schon im Vorjahr standen sich im Finale zwei Debütanten gegenüber.